# 1740

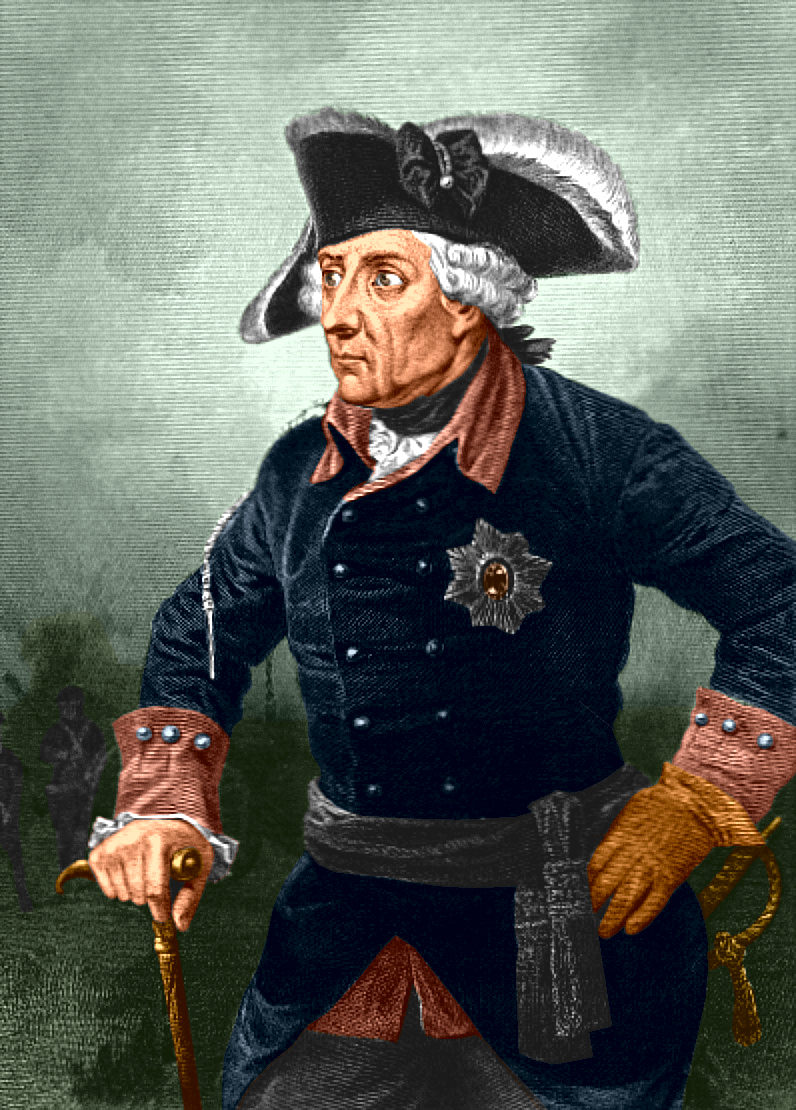
Frederik II van Pruisen

Het jaar 1740 is het 40e jaar in de 18e eeuw volgens de christelijke jaartelling.

## Gebeurtenissen
januari
- De temperatuur komt tussen 4 en 31 niet boven het vriespunt uit.

februari
- 5 - De soevereiniteit van San Marino wordt op bevel van paus Clemens XII hersteld.

voorjaar
- Met 1709 is deze winter, een van de koudste van deze eeuw. Het begint al op 26 oktober te vriezen en de kou zal voortduren tot juni.

juli
- 25 - Het lid van de Raad van Indië Gustaaf Willem van Imhoff drukt een resolutie door de Raad om alle werkloze Chinese plantagearbeiders te transporteren naar de stad Galle in de Nederlandse kolonie Ceylon, wat tot grote onrust leidt onder de Chinese bevolking van Batavia.

oktober
- 9/11 oktober - In Batavia worden tussen 5.000 en 10.000 Chinezen door de Europese inwoners van de stad vermoord.

november
- 1 - Hobbe Esaias van Aylva wordt benoemd tot commandant van de vestingstad Maastricht.
- 18 - Een groot deel van Charles Town in de Engelse kolonie Zuid-Carolina wordt door brand verwoest.

december
- 23/24 december - Watersnood in het rivierengebied. De Lekdijk tussen Ameide en Lexmond breekt door, waardoor de Vijfherenlanden onderlopen. Ook in de Betuwe, de Tielerwaard, de Alblasserwaard en het land van Heusden en Altena breken de dijken door en komt het land onder water te staan. Ten minste 8 mensen verdrinken.[1]
- december - Frederik de Grote,  koning van Pruisen, valt Silezië binnen. Begin van de Eerste Silezische Oorlog, tevens de Oostenrijkse Successieoorlog. Keizerin Maria Theresia verdedigt met steun van Engeland en Nederland haar rechten op de troon.

zonder datum
- Voor het eerst wordt het wereldkampioenschap Jeu de paume gehouden. Daarmee wordt Jeu de paume de eerste sport met een wereldkampioenschap en Clerge de eerste wereldkampioen.
- Waarschijnlijk jaar voor eerst bekende gereden elfstedentocht in Friesland (genoemd in publicatie 1749).[2] "Het Is Pier die de ellef Steden van Vriesland, op een dag, heeft in het rond gereden, en nog zijn maal met vrede at in den Olyhoek, te Bolsward in den stal, bij Vetlap van den Hoek,’ zo verhaalt de volksdichter B. Bornius Alvaarsma (pseudoniem van Boelardus Augustinus van Boelens).

## Beeldende kunst

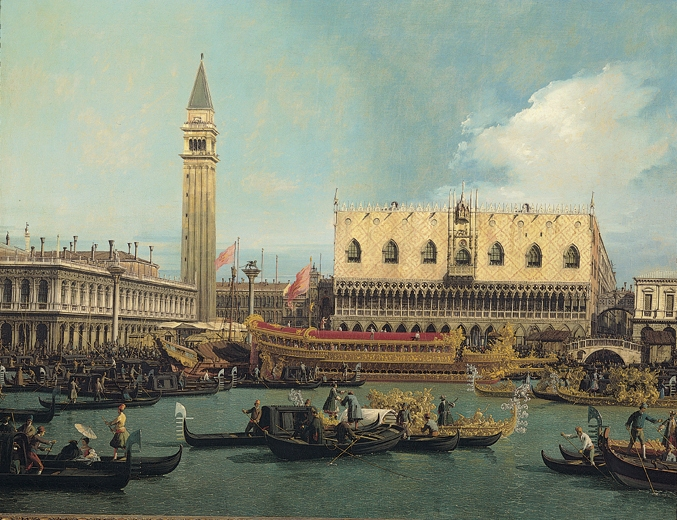
Dogepaleis, Venetië (ca. 1740) Antonio Canal

## Bouwkunst
- De driebeukige classicistische kerk van Sint-Pieters Banden aan de markt te Hamme werd volledig herbouwd.

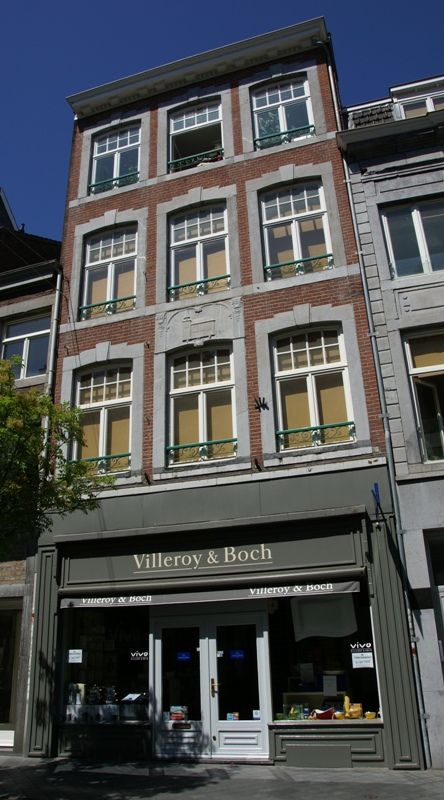
Woonhuis, Maastricht (1740)

## Geboren
februari
- 4 - Carl Michael Bellman, Zweeds dichter en componist

juni
- 2 - Markies de Sade, Frans vaak gecensureerd pornografisch schrijver
- 6 - Sébastien Mercier, Frans schrijver en politicus
- 27 - James Woodforde, Engels dagboekschrijver

juli
- 19 - Johan Adolf van Nassau-Usingen, Frans en Pruisisch generaal (overleden 1793)

augustus
- 10 - Leopold III Frederik Frans van Anhalt-Dessau, Duits vorst en hertog (overleden 1817)
- 10 - Samuel Arnold, Engels componist, organist en koorzanger van het Chapel Royal (overleden 1802)
- 15 - Matthias Claudius, Duits dichter en journalist (overleden 1815)

oktober
- 20 - Belle van Zuylen

## Overleden
januari
- 5 - Antonio Lotti (~73), Italiaans organist, kapelmeester en componist
- 21 - Jacques Cassard (60), Frans scheepskapitein en kaapvaarder

februari
- 6 - Paus Clemens XII (87), paus van 1730 tot 1740
- 9 - Vincent Lübeck (85), Duits componist
- 29 - Pietro Ottoboni (72), Italiaans edelman en kardinaal

november
- 22 - Georg Gsell (67), Zwitsers barokschilder, kunstadviseur en kunsthandelaar

datum onbekend
- Domenico Alberti (30), Italiaans componist van barokmuziek
- Johann Beringer, wetenschapper, die zich interesseerde voor fossielen